# 司马崇 (西晋)
司马崇（？—？），河内温县（今河南省温县）人，安平献王司马孚之孙，贞世子司马邕的儿子，司马隆、司马承、司马殷、司马敦的兄弟。
司马崇的父亲司马邕在司马孚之前去世，所以司马崇被立为安平王世孙，也早夭。泰始九年（273年），司马崇的弟弟平阳亭侯司马隆被册立为安平王。